# Parafia Wniebowzięcia Najświętszej Maryi Panny w Tarazie
Parafia Wniebowzięcia Najświętszej Maryi Panny w Tarazie – parafia rzymskokatolicka, terytorialnie i administracyjnie należąca do diecezji Świętej Trójcy w Ałmaty. W parafii posługują księża diecezjalni. Według stanu na marzec 2024 proboszczem parafii był ks. Zbigniew Bigda.